# Bandon (Oregón)
Bandon es una ciudad ubicada en el condado de Coos en el estado estadounidense de Oregón. En el año 2007 tenía una población de 3.235 habitantes y una densidad poblacional de 397.8 personas por km².

## Demografía
Según la Oficina del Censo en 2000 los ingresos medios por hogar en la localidad eran de $29,492, y los ingresos medios por familia eran $37188. Los hombres tenían unos ingresos medios de $28636 frente a los $22,722 para las mujeres. La renta per cápita para la localidad era de $20051. Alrededor del 16.0% de la población estaban por debajo del umbral de pobreza.